# Независима републиканска партия (Турция)
Независимата републиканска партия (на турски: Bağımsız Cumhuriyet Partisi, BCP) е кемалистка политическа партия в Турция. Тя се застъпва за републиканството и пълната независимост на Турция. Тя е основана от професора по конституционно право Мюмтаз Сойсал, заедно с много академици на 24 юли 2002 г. Председател на партията е Хакъ Каргън.